# Phan Thị Thanh Phương
Phan Thị Thanh Phương (sinh ngày 29 tháng 2 năm 1984) là nữ chính trị gia nước Cộng hòa xã hội chủ nghĩa Việt Nam. Bà hiện là Bí thư Quận ủy Phú Nhuận, nhiệm kỳ 2020-2025, Ủy viên Thành ủy Thành phố Hồ Chí Minh, từng là Bí thư Thành Đoàn, Ủy viên Ban Thường vụ Trung ương Đoàn, Phó Chủ tịch Hội Sinh viên Việt Nam, Đại biểu Quốc hội khóa XV từ Thành phố Hồ Chí Minh.
Phan Thị Thanh Phương là đảng viên Đảng Cộng sản Việt Nam, học vị Cử nhân Sinh học, Cử nhân Chính trị học, Thạc sĩ Khoa học chính trị, Cao cấp lý luận chính trị. Bà có sự nghiệp tập trung vào hoạt động công tác thanh niên từ Thành phố Hồ Chí Minh. Ngày 14/01/2024, Bí thư Thành ủy TP.HCM Nguyễn Văn Nên đã trao quyết định của Ban Thường vụ Thành ủy điều động, phân công Bí thư Thành Đoàn TP.HCM Phan Thị Thanh Phương tham gia ban chấp hành, ban thường vụ và chỉ định giữ chức bí thư Quận ủy Phú Nhuận nhiệm kỳ 2020 - 2025. Như vậy, sau khi Bí thư Quận ủy Phú Nhuận Phạm Hồng Sơn được bổ nhiệm làm chánh Văn phòng Thành ủy TP.HCM, Bí thư Thành Đoàn Phan Thị Thanh Phương là người kế nhiệm.

## Xuất thân và giáo dục
Phan Thị Thanh Phương sinh ngày 29 tháng 2 năm 1984 tại xã Điện Trung, huyện Điện Bàn, tỉnh Quảng Nam – Đà Nẵng, nay là tỉnh Quảng Nam. Bà lớn lên và tốt nghiệp phổ thông ở Điện Bàn, thi đại học vào tháng 6 năm 2002 và đỗ Trường Đại học Khoa học Tự nhiên, Đại học Quốc gia Thành phố Hồ Chí Minh, đến Thành phố Hồ Chí Minh nhập học vào tháng 9 cùng năm, rồi tốt nghiệp Cử nhân Sinh học vào tháng 7 năm 2006. Bà cũng học thêm văn bằng 2 là Cử nhân Chính trị học, học cao học và nhận bằng Thạc sĩ Khoa học chính trị. Bà được kết nạp Đảng Cộng sản Việt Nam vào ngày 5 tháng 11 năm 2004 ở Trường Khoa học Tự nhiên, là đảng viên chính thức sau đó 1 năm, từng theo học các khóa chính trị tại Học viện Chính trị Quốc gia Hồ Chí Minh và có chứng chỉ Cao cấp lý luận chính trị. Bà hiện thường trú ở Tổ dân phố 37, Phường 3, quận Gò Vấp, Thành phố Hồ Chí Minh.

## Sự nghiệp
Từ khi nhập học đại học ở Thành phố Hồ Chí Minh, Phan Thị Thanh Phương đã bắt đầu tham gia hoạt động phong trào thanh niên sinh viên. Từ tháng 10 năm 2002, bà được bầu làm Ủy viên Ban Chấp hành Đoàn trường của Trường Đại học Khoa học Tự nhiên giai đoạn 2002–04. Vào tháng 11 năm 2004, bà được bầu làm Chủ tịch Hội Sinh viên trường, đồng thời là Phó Chủ tịch Hội Sinh viên Việt Nam Thành phố Hồ Chí Minh, đến tháng 5 năm 2006, khi tốt nghiệp thì được giữ lại công tác ở trường với vị trí Phó Bí thư Đoàn trường. Vào tháng 11 năm 2009, bà được bầu và phê chuẩn làm Bí thư Đoàn trường, kiêm Bí thư Chi Bộ Sinh viên 4 của trường, sang tháng 1 năm sau thì được bầu làm Ủy viên Ban Chấp hành Thành Đoàn Thành phố Hồ Chí Minh. Tháng 9 năm này, bà được miễn nhiệm ở trường Tự nhiên, được điều lên Thành đoàn nhậm chức Phó Ban Thành Đoàn, tiếp theo đó được bầu làm Ủy viên Ban Thường vụ Thành Đoàn, Phó Chủ tịch thường trực Hội Liên hiệp Thanh niên Việt Nam Thành phố Hồ Chí Minh từ tháng 8 năm 2014. Đến cuối năm 2017, bà nhậm chức Phó Bí thư Thành Đoàn, kiêm nhiệm Chủ tịch Hội đồng Đội Thành phố từ đầu năm 2018.
Tháng 1 năm 2020, Phan Thị Thanh Phương được bầu làm Chủ tịch Hội Sinh viên Việt Nam Thành phố Hồ Chí Minh, và đến ngày 28 tháng 5, tại Hội nghị đột xuất của Ban Chấp hành Thành đoàn, bà được bầu làm Bí thư Thành Đoàn, đồng thời giữ các vị trí khác gồm Ủy viên Ban Thường vụ Trung ương Đoàn, Thành viên Ủy Ban Mặt trận Tổ quốc Việt Nam Thành phố Hồ Chí Minh, Phó Chủ tịch Hội Sinh viên Việt Nam. Tháng 10 năm 2020, tại Đại hội Đảng bộ Thành phố Hồ Chí Minh lần thứ XI, nhiệm kỳ 2020–2025, bà được bầu vào Ban Chấp hành Đảng bộ thành phố. Sang năm 2021, với sự giới thiệu của tổ chức Đảng, Mặt trận, bà ứng cử đại biểu quốc hội từ Thành phố Hồ Chí Minh, bầu cử ở đơn vị bầu cử số 7 gồm quận Phú Nhuận và Gò Vấp, rồi trúng cử Đại biểu Quốc hội khóa XV với tỷ lệ 64,89%. Tháng 10 năm 2022, bà tiếp tục tái đắc cử là Bí thư Đảng ủy cơ quan Thành Đoàn, Bí thư Thành Đoàn Thành phố Hồ Chí Minh, nhiệm kỳ 2022–2027.

## Khen thưởng
- Kỷ niệm chương Vì thế hệ trẻ, 2011;
- Kỷ niệm chương Vì sự nghiệp Dân vận, 2017;
- Kỷ niệm chương Vì sự nghiệp Đại đoàn kết dân tộc, 2018;